# Пихівка (село)
Пихівка (рос. Пыховка) — село у Новохоперському районі Воронезької області Російської Федерації.
Населення становить 1243 особи. Входить до складу муніципального утворення Пиховське сільське поселення.

## Історія
Населений пункт розташований у історичному регіоні Чорнозем'я. Від 1928 року належить до Новохоперського району, спочатку в складі Центрально-Чорноземної області, а від 1934 року — Воронезької області.
Згідно із законом від 15 жовтня 2004 року входить до складу муніципального утворення Пиховське сільське поселення.

## Населення
| 2010 | 2012  | 2013  |
| ---- | ----- | ----- |
| 903  | ↗1241 | ↗1243 |